# Isaac Viñales
Isaac Viñales, né le 6 novembre 1993 à Llançà, est un pilote de vitesse moto espagnol. Il est le cousin de Maverick Viñales.

## Statistiques

### Par saison
(Mise à jour après le  Grand Prix moto de la Communauté valencienne 2017)
| Saison | Cat.    | Moto      | GP  | Vict. | Podiums | Poles | Mtour | Pts | Position |
| ------ | ------- | --------- | --- | ----- | ------- | ----- | ----- | --- | -------- |
| 2010   | 125 cm3 | Aprilia   | 5   | -     | -       | -     | -     | 3   | 25e      |
| 2010   | 125 cm3 | Lambretta | 5   | -     | -       | -     | -     | 3   | 25e      |
| 2012   | Moto3   | FTR Honda | 15  | -     | -       | -     | -     | 8   | 28e      |
| 2013   | Moto3   | FTR Honda | 17  | -     | -       | -     | -     | 47  | 17e      |
| 2014   | Moto3   | KTM       | 18  | -     | 3       | -     | -     | 141 | 7e       |
| 2015   | Moto3   | Husqvarna | 18  | -     | 1       | -     | 1     | 115 | 9e       |
| 2015   | Moto3   | KTM       | 18  | -     | 1       | -     | 1     | 115 | 9e       |
| 2016   | Moto2   | Tech 3    | 17  | -     | -       | -     | -     | 19  | 24e      |
| 2017   | Moto2   | Kalex     | 18  | -     | -       | -     | -     | 18  | 22e      |
| Total  |         |           | 108 | 0     | 4       | 0     | 1     | 351 |          |

### Statistiques par catégorie
(Mise à jour après le  Grand Prix moto de la Communauté valencienne 2017)
| Catégorie | Année     | 1er GP   | 1er Podium | 1re Victoire | Courses | Victoires | Podiums | Pole | M.tours¹ | Points | Titres |
| --------- | --------- | -------- | ---------- | ------------ | ------- | --------- | ------- | ---- | -------- | ------ | ------ |
| 125 cm3   | 2010      | ESP 2010 |            |              | 5       | 0         | 0       | 0    | 0        | 3      | 0      |
| Moto3     | 2012-2015 | QAT 2012 | FRA 2014   |              | 68      | 0         | 4       | 0    | 1        | 311    | 0      |
| Moto2     | 2016      | QAT 2016 |            |              | 35      | 0         | 0       | 0    | 0        | 37     | 0      |
| Total     | 2010-     |          |            |              | 108     | 0         | 4       | 0    | 1        | 351    | 0      |

### Résultats détaillés
(Les courses en gras indiquent une pole position; les courses en italique indiquent un meilleur tour en course)
| Année | Catégorie | Moto      | 1       | 2       | 3       | 4       | 5       | 6      | 7       | 8       | 9       | 10      | 11      | 12      | 13      | 14      | 15     | 16      | 17      | 18      | classement final | Points |
| ----- | --------- | --------- | ------- | ------- | ------- | ------- | ------- | ------ | ------- | ------- | ------- | ------- | ------- | ------- | ------- | ------- | ------ | ------- | ------- | ------- | ---------------- | ------ |
| 2010  | 125 cm3   | Aprilia   | QAT     | SPA 16  | FRA     | ITA     | GBR     | NED    | CAT Ab. | GER     |         |         |         |         |         |         |        |         | VAL 13  |         | 25e              | 3      |
| 2010  | 125 cm3   | Lambretta |         |         |         |         |         |        |         |         | CZE 22  | IND Ab. | RSM     | ARA DNS | JPN     | MAL     | AUS    | POR     |         |         | 25e              | 3      |
| 2012  | 125 cm3   | FTR Honda | QAT Ab. | ESP Ab. | POR Ab. | FRA Ab. | CAT 24  | GBR 23 | NED 21  | ALL 21  | ITA 21  | IND 14  | RTC DNS | RSM     | ARA 17  | JPN 23  | MAL 19 | AUS 10  | VAL 20  |         | 28e              | 8      |
| 2013  | Moto 3    | FTR Honda | QAT Ab. | AME 13  | SPA 17  | FRA 10  | ITA 13  | CAT 11 | NED 11  | GER 12  | IND Ab. | CZE Ab. | GBR 11  | RSM 14  | ARA 18  | MAL 14  | AUS 13 | JAP Ab. | VAL 7   |         | 17e              | 47     |
| 2014  | Moto 3    | KTM       | QAT 8   | AME Ab. | ARG 7   | SPA 5   | FRA 3   | ITA 2  | CAT 7   | NED 7   | GER 8   | IND 17  | CZE 10  | GBR 13  | RSM 4   | ARA 12  | JPN 11 | AUS Ab. | MAL Ab. | VAL 2   | 7e               | 141    |
| 2015  | Moto3     | Husqvarna | QAT 6   | AME 9   | ARG 3   | SPA 11  | FRA 7   | ITA 8  | CAT 7   | NED Ab. | GER 18  |         |         |         |         |         |        |         |         |         | 9e               | 115    |
| 2015  | Moto3     | KTM       |         |         |         |         |         |        |         |         |         | IND 5   | CZE Ab. | GBR Ab. | RSM 9   | ARA Ab. | JPN 4  | AUS 8   | MAL 14  | VAL 6   | 9e               | 115    |
| 2016  | Moto 2    | Tech 3    | QAT 19  | ARG 24  | AME 18  | SPA 13  | FRA 20  | ITA 24 | CAT 16  | NED 21  | GER 9   | AUT 18  | CZE 14  | GBR Ab. | RSM Ab. | ARA 28  | JAP 15 | AUS DNS | MAL 10  | VAL Ab. | 24e              | 19     |
| 2017  | Moto 2    | Kalex     | QAT 21  | ARG 17  | AME 17  | SPA 18  | FRA Ab. | ITA 13 | CAT 12  | NED Ab. | GER 22  | CZE 25  | AUT Ab. | GBR 18  | RSM Ab. | ARA Ab. | JAP 24 | AUS 19  | MAL 9   | VAL 12  | 22e              | 18     |